# Bodnăreni
Bodnăreni – wieś w Rumunii, w okręgu Suczawa, w gminie Arbore. W 2011 roku liczyła 286 mieszkańców.